# Billy's Burglar
Billy's Burglar è un cortometraggio muto del 1912 diretto da Van Dyke Brooke.

## Produzione
Il film fu prodotto dalla Vitagraph Company of America.

## Distribuzione
Distribuito dalla General Film Company, il film - un cortometraggio in due rulli - uscì nelle sale cinematografiche statunitensi il 22 novembre 1912.